# Jean-Denis Armand
Pour les articles homonymes, voir Armand.
Jean-Denis Armand (né le 3 décembre 1988 à Sainte-Marie sur l'île de La Réunion) est un coureur cycliste français.

## Biographie
En 2007, Jean-Denis Armand se révèle sur le Tour de Maurice, où il remporte une étape et termine troisième du classement général. Au cours de l'année 2008, il décroche sa première victoire d'étape sur le Tour de La Réunion.
En 2009, il devient gendarme à Versailles et ne court donc pas de l'année.
Il fait son retour en 2010 dans le cyclisme avec succès puisqu'il s'impose sur la deuxième étape du Tour de Maurice en septembre. En 2011, à nouveau présent sur le Tour de Maurice, il remporte la troisième étape. Le lendemain, il récidive lors de la quatrième étape. Membre d'un groupe de 7 coureurs qui vont se jouer la gagne, il devance au sprint Emmanuel Chamand et le leader de la course Yannick Lincoln. Déjà porteur du maillot à pois du meilleur grimpeur, il s'empare également du maillot par points. Il terminera finalement le Tour à la 5e place du classement général. Il prend ensuite part au Tour de la Réunion où il manque de s'imposer, terminant deux fois deuxième d'étapes. En octobre, il remporte le premier tronçon de la sixième étape du Tour de Nouvelle-Calédonie.
En juin 2012, le coureur réunionnais remporte la deuxième étape de la Colin Mayer Classic, une course disputée sur l'île Maurice. En septembre, il obtient deux succès au Tour de Nouvelle-Calédonie.
En septembre 2013, il s'impose devant Lionel Béret lors de la première étape du Tour de la Réunion, et prend le maillot jaune de leader à cette occasion. Deux semaines plus tard, il remporte la huitième étape du Tour de Nouvelle-Calédonie après une échappée, ce qui lui permet de remonter l'épreuve en 4e position provisoire.
En 2014, Jean-Denis Armand prend une nouvelle fois part au Tour de La Réunion. Il prend le maillot jaune à l'issue de la quatrième étape qui ne quittera jamais ses épaules et remporte le classement général du Tour. Invité juste après cette victoire sur le plateau du Journal Télévisé d’Antenne Réunion, il annonce qu'il rejoindra l'équipe continentale belge Veranclassic-Ekoï en 2015. Finalement, il intègre le club d'Ottignies-Perwez pour la saison suivante.

## Palmarès
- 2007
  - 1re étape du Tour de Maurice
  - 3e du Tour de Maurice
- 2008
  - 2e étape du Tour de La Réunion
- 2010
  - 2e étape du Tour de Maurice
- 2011
  - 3e et 4e étapes du Tour de Maurice
  - 6ea étape du Tour de Nouvelle-Calédonie
  -  Médaillé d'argent du contre-la-montre par équipes aux Jeux des îles de l'océan Indien
  - 2e du Deutsche Bank Cycle Tour
- 2012
  - 2e étape de la Colin Mayer Classic
  - 5ea et 11e étapes du Tour de Nouvelle-Calédonie
- 2013
  - 1re étape du Tour de La Réunion
  - 8ea étape du Tour de Nouvelle-Calédonie
- 2014
  - Tour de La Réunion :
    - Classement général
    - Prologue (contre-la-montre par équipes)

  - 3e étape du Tour de Nouvelle-Calédonie
  - 2e de l'Étoile de l'océan Indien
- 2016
  - 1re étape du Tour de Maurice
  - 8e étape du Tour de La Réunion
- 2018
  - 6e étape du Tour de La Réunion
- 2019
  -  Médaillé d'argent du contre-la-montre par équipes aux Jeux des îles de l'océan Indien